# Бернхард III (Анхалт-Бернбург)
Бернхард III фон Анхалт-Бернбург (на немски: Bernhard III von Anhalt-Bernburg; † 20 август 1348) от фамилията Аскани e княз на Анхалт-Бернбург.
Той е първият син на княз Бернхард II (1260 – 1323) и съпругата му Хелена (1271 – 1315), дъщеря на Вислав II (1260 – 1302), княз на Рюген и вдовица на Йохан III, княз на Мекленбург.
Бернхард наследява баща си през 1323 г., а по-малките му братя Хенри († 1337) и Ото стават монаси в Халберщат.
През 1322 г. той има правен конфликт за Ашерслебен с епископа на Халберщат Албрехт II фон Брауншвайг-Люнебург. Въпреки че импертатор Лудвиг Баварски се изказва няколко пъти в полза на Бернхард, Ашерслебен остава при епископия Халберщат.

## Фамилия
Бернхард III се жени през 1328 г. за Агнес фон Саксония-Витенберг (* ок. 1310, † 4 януари 1338), дъщеря на херцог и курфюрст Рудолф I от Саксония-Витенберг и първата му съпруга маркграфиня Юта (Бригита) от Бранденбург († 9 май 1328), дъщеря на маркграф Ото V. Те имат децата:
- Бернхард IV († 28 юни 1354), княз на Анхалт-Бернбург
- Катарина († 30 януари 1390), омъжена I: за херцог Магнус II от Брауншвайг; II: 1374 за Албрехт, княз на Люнебург
- Хайнрих IV († 7 юли 1374), княз на Анхалт-Бернбург
- Албрехт († 1 август 1336)
- София († 18 декември 1362), омъжена на 12 март 1346 за херцог Вилхелм II (Брауншвайг-Люнебург).

През 1339 г. Бернхард се жени втори път за Матилда фон Анхалт-Цербст(† ок. 1342), дъщеря на княз Албрехт I от Анхалт-Цербст. Бракът е бездетен.
Около 1343 г. Бернхард се жени трети път за друга Матилда фон Брауншвайг-Волфенбютел († сл. 28 юни 1354), дъщеря на херцог Магнус I от Брауншвайг. Двамата имат 2 деца:
- Ото III († 27 февруари 1404), княз на Анхалт-Бернбург
- Гертруда († 1348), омъжена пр. 12 август 1371 г. за граф Гюнтер XXII (XII) фон Шварцбург († 1382)